# 제38방공포병여단
제38방공포병여단은(38th Air Defense Artillery Brigade)은 미국 육군 방공포병여단이다.

## 역사

### 제1차 세계 대전
미국이 제1차 세계 대전에 참전하게 되자, 1918년 버지니아주 캠프 유스티스에서 제38포병여단으로 구성되었다. 프랑스 브레스트에 보내어져 지원 임무에 배정되었다. 전쟁이 끝난 뒤, 1919년 1월에 미국 본토로 돌아가 버지니아주 포트 먼로에서 동원해제되었다.
1933년 10월 제38해안포병여단으로 재구성되었다.

### 제2차 세계 대전
제2차 세계 대전에 참전하기 전, 여단은 조지아주 캠프 스튜어트에 주둔하고 있었고 유럽 전구에 배치되었다. 1943년 9월 재편성되어 대항공기여단이 되었다. 1945년 종전과 함께 독일에서 동원해제되었다.

### 냉전
제1951년 3월부터 1953년 5월까지 텍사스주 포트 블리스에서 잠시동안 다시 활동하고 해산하였는데, 모든 전력이 제1유도미사일여단으로 이전되었다.

### 주한 미군
1960년 5월 제8군은 방공대대와 장비를 모아서 직속 임시 방공사령부(Eighth US Army Air Defense Command (Provisional))를 창설하였는데, 이 방공사령부는 이듬해 1961년 3월 25일 제38포병여단 (방공)으로 재편성되었다. 6월 2일에 어깨 소매 휘장을, 1967년 2월 7일에 고유 부대 휘장을 부여받았다. 1972년 4월 3일 여단의 개명에 따라 어깨 소매 휘장과 고유 부대 휘장이 재디자인되었다. 이후, 오산 공군기지에 배치되어 주한 공군(USAFK)인 제7공군, 한미 야전군, 대한민국의 공군, 육군 방공포병사령부를 지원하였다.
의회의 결정에 따라 여단과 예하 4개 대대의 임무와 장비를 대한민국 육군에 이양하고 1981년 7월 31일에 해산하였다.

### 주일 미군
2018년 10월 16일, 중화인민해방군의 탄도미사일을 감시하는 임무를 수행하기 위해 37년만에 일본 사가미 종합보급창에서 재소집되었다. 지휘부에 여단장은 팻 코스텔로(Pat Costello) 대령, 주임원사는 네일 사르타인(Neil Sartain이 임명되어 여단은 제94육군방공미사일방어사령부 산하 부대로서, 94육군방공미사일방어사령부에서 지휘하고 있던 오키나와 도리이 스테이션의 제1방공포병연대, 1대대, 샤리키 통신소의 제10미사일방어분견대, 교가미사카 통신소의 제14미사일방어분견대를 편성하였다.

## 비활성화 의례 책자

제38ADA여단, 비활성화 의례, 1981년 7월 15일, 대한민국 오산 공군기지
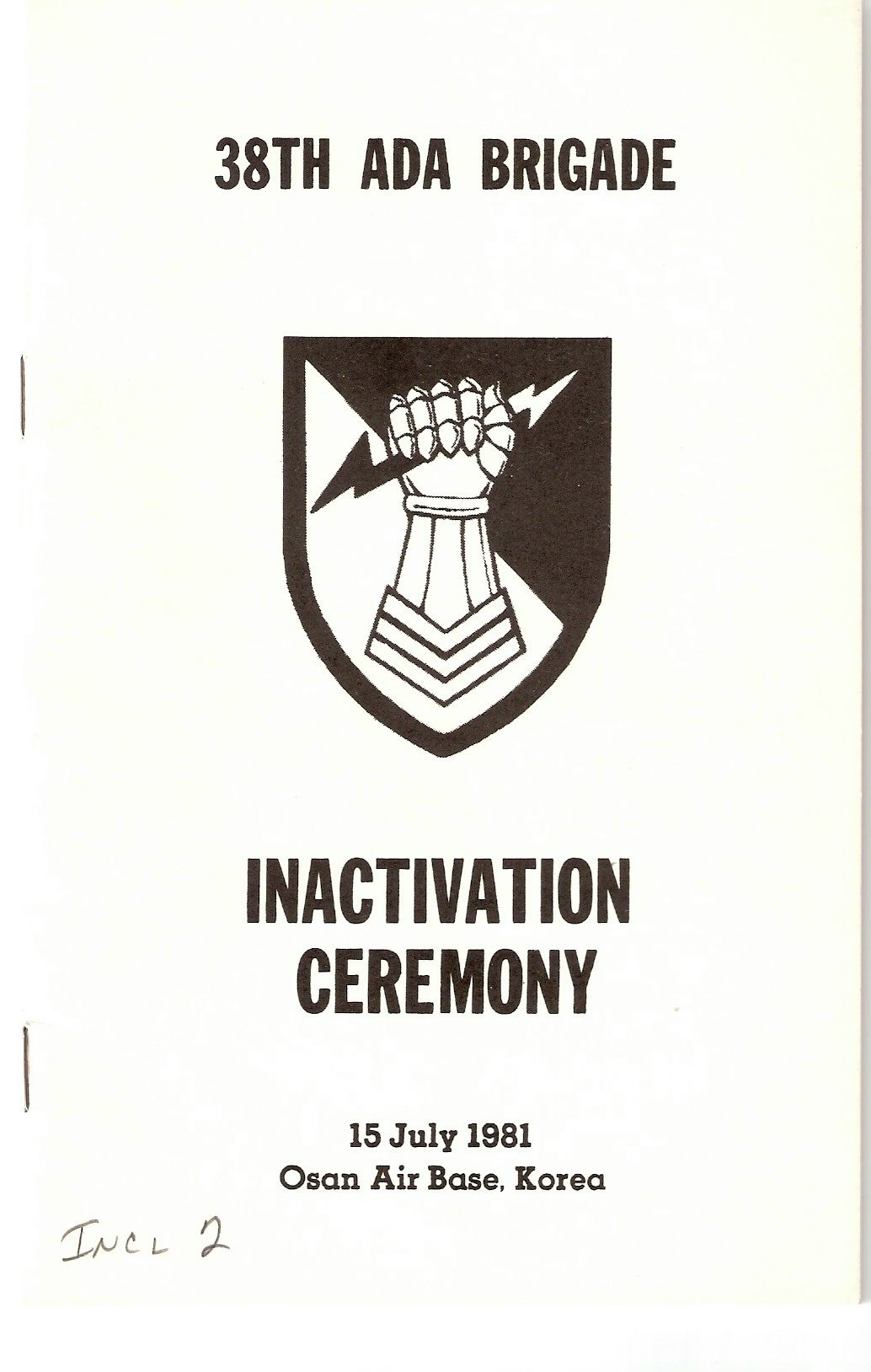
앞 표지
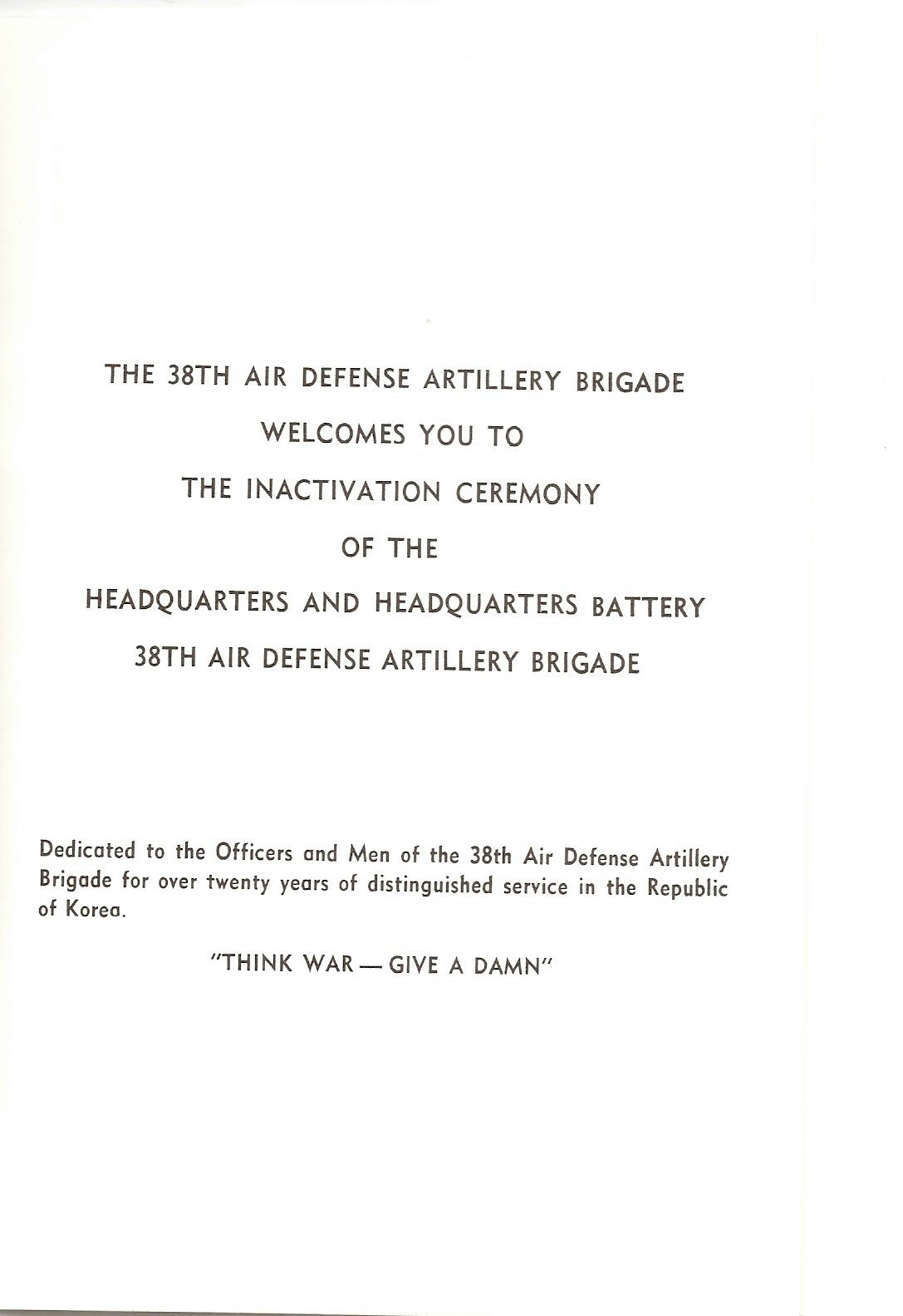
헌납식
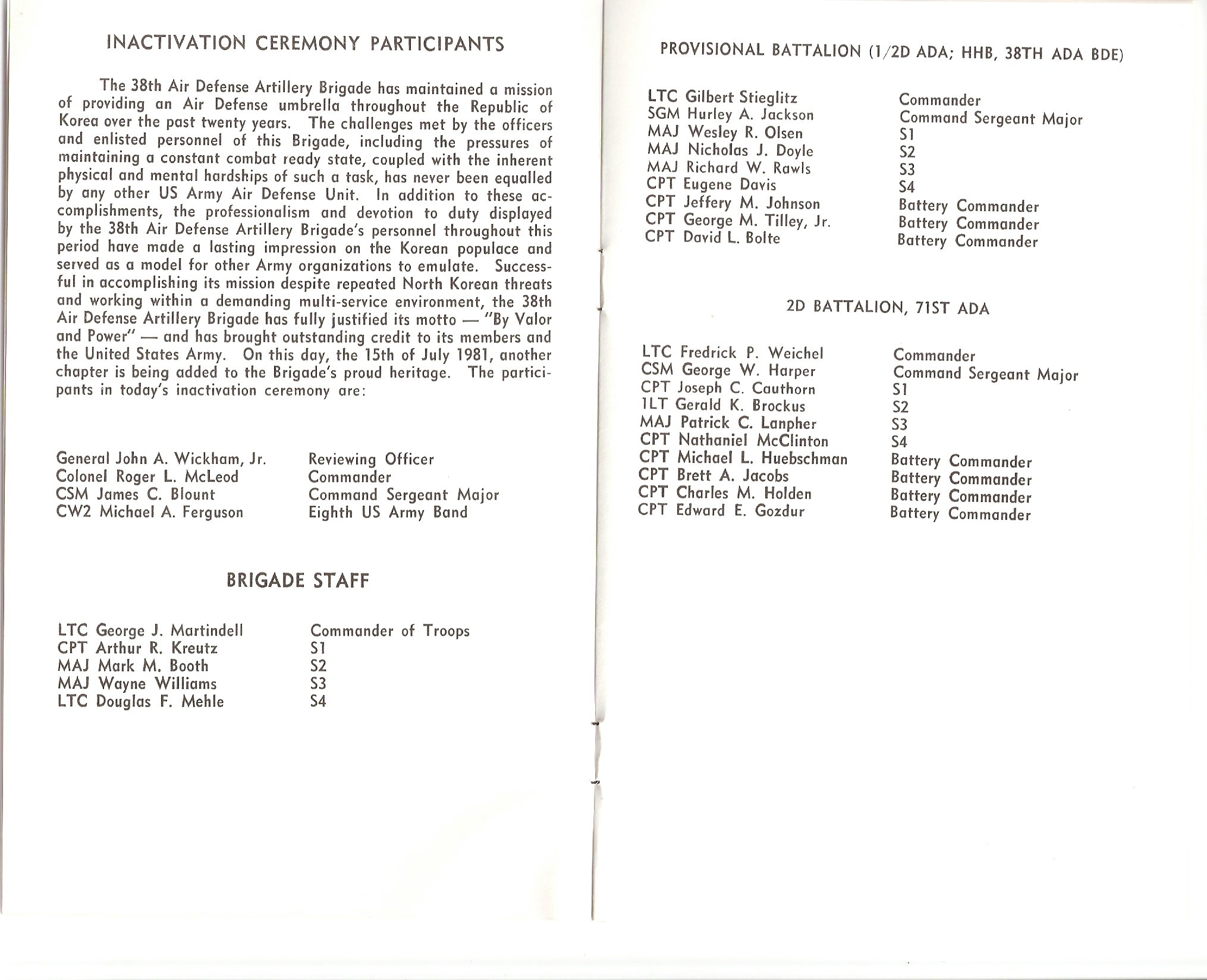
참석자
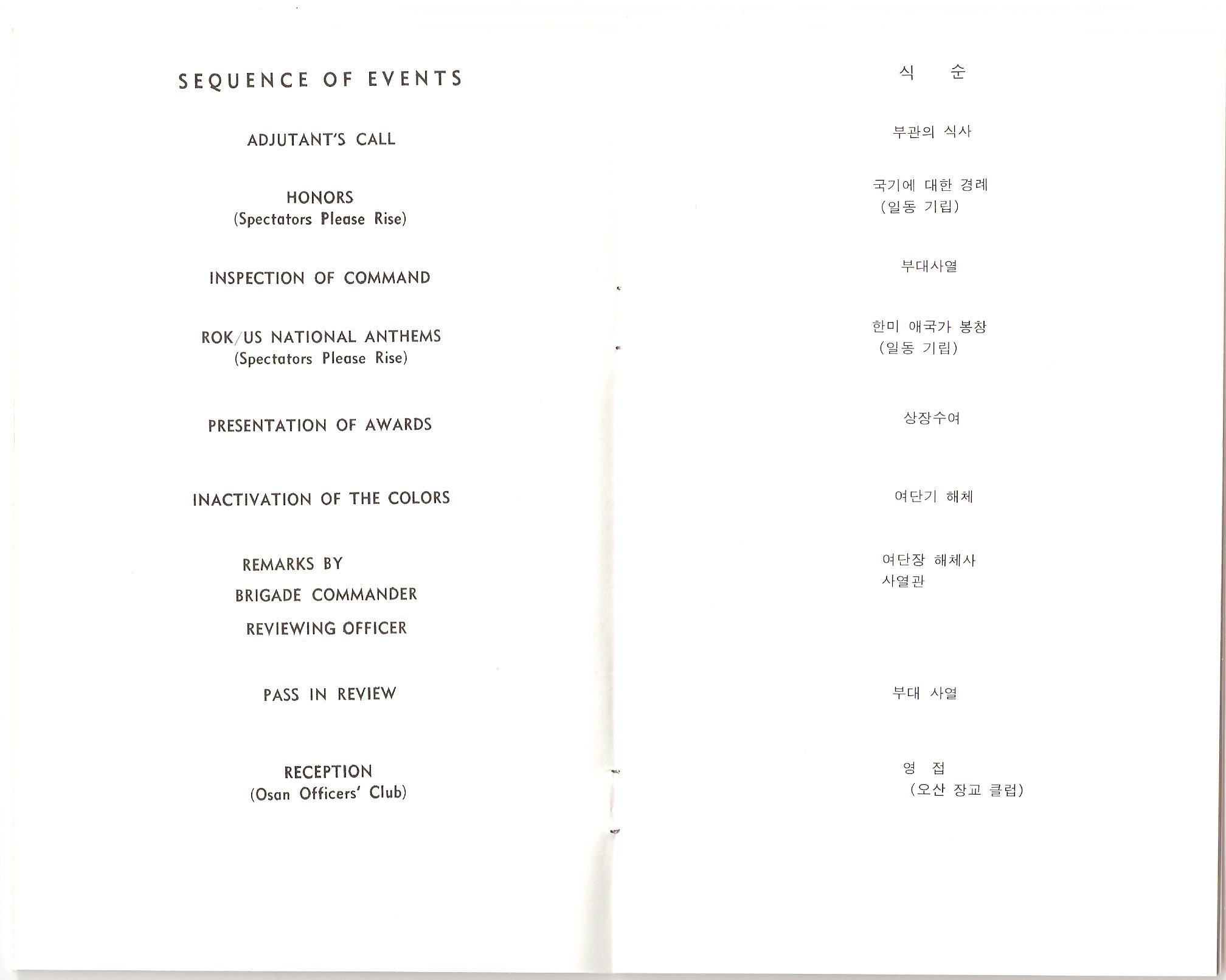
행사 순서, 영어/한국어
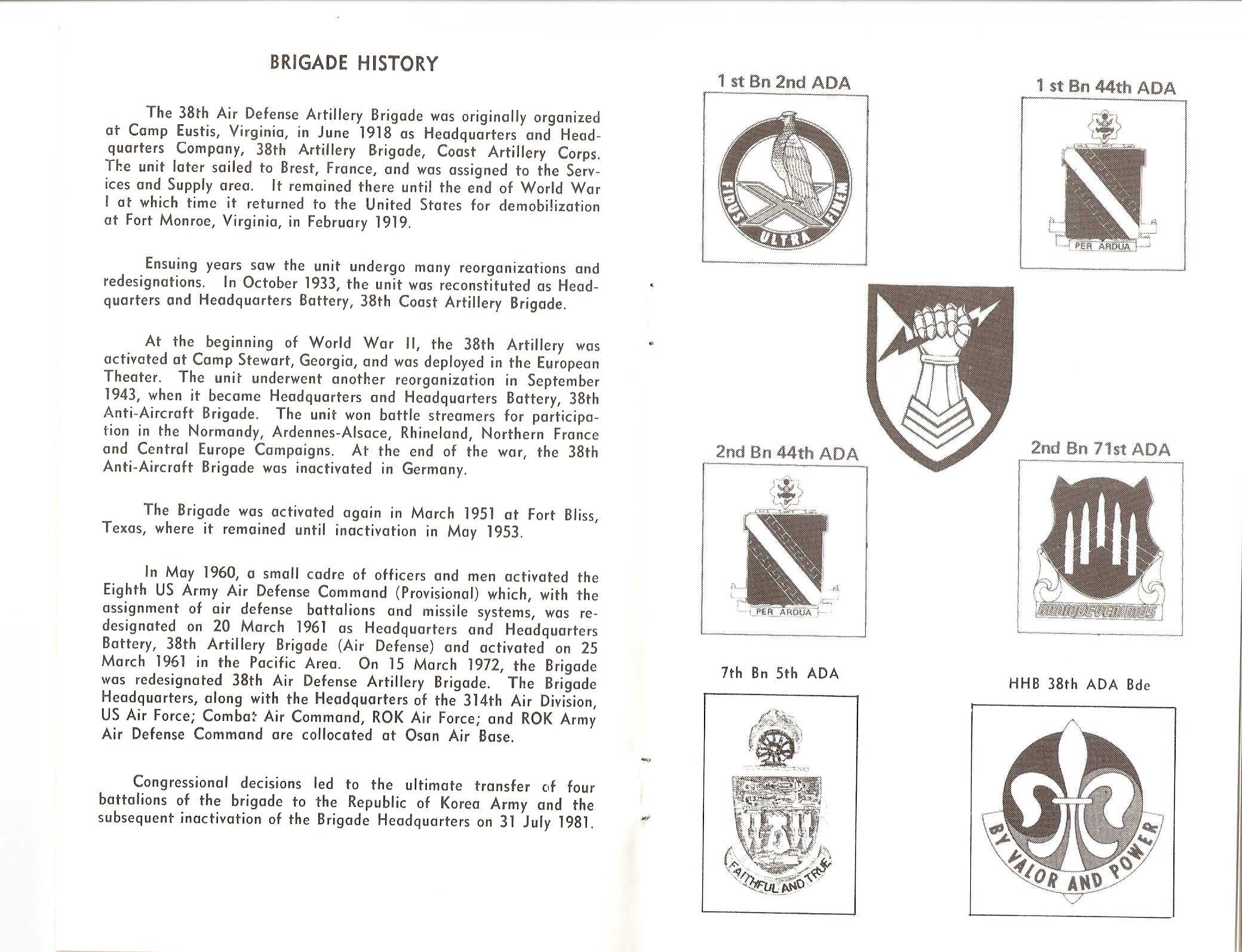
여단 역사/대대 휘장
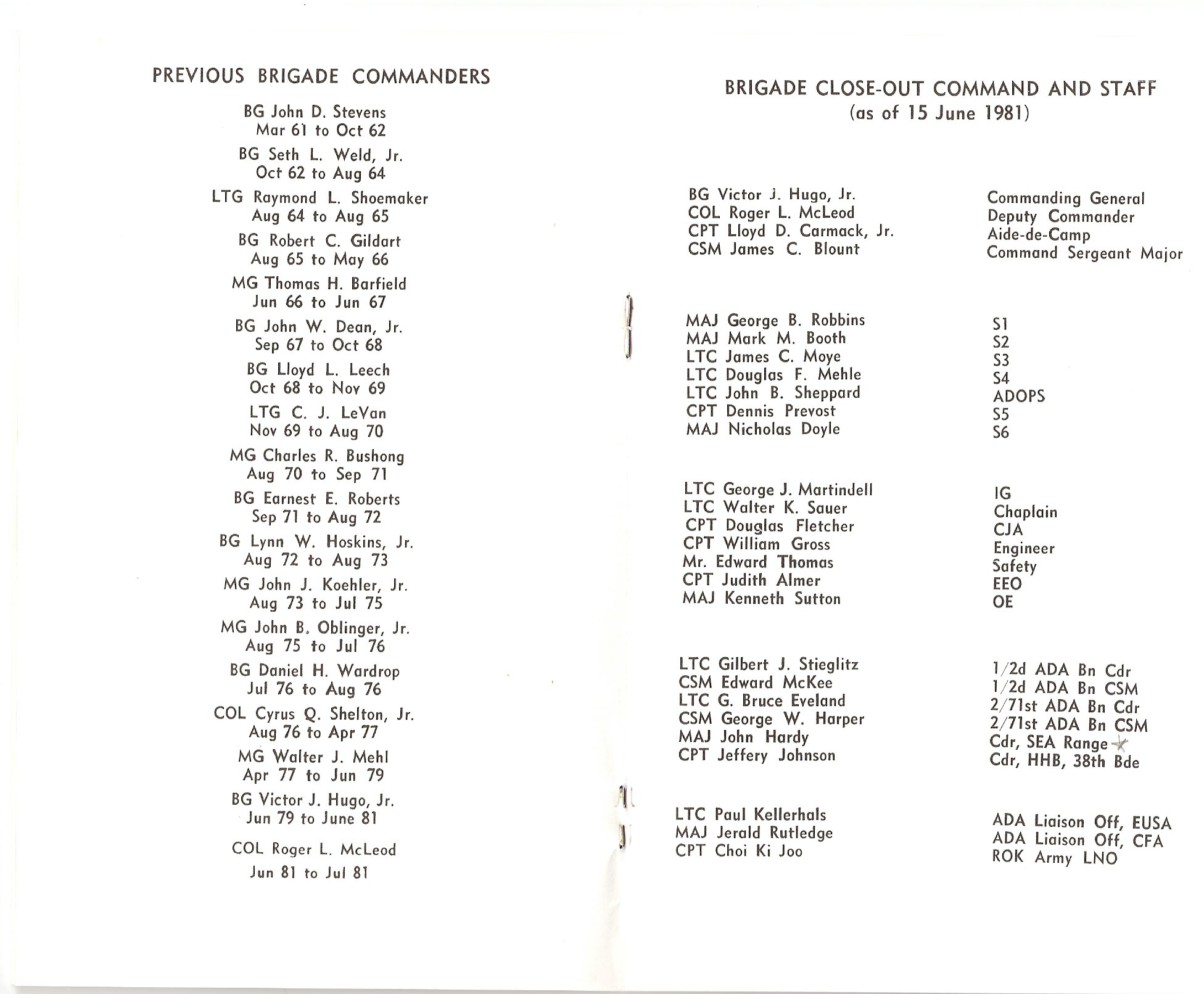
여단장과 간부
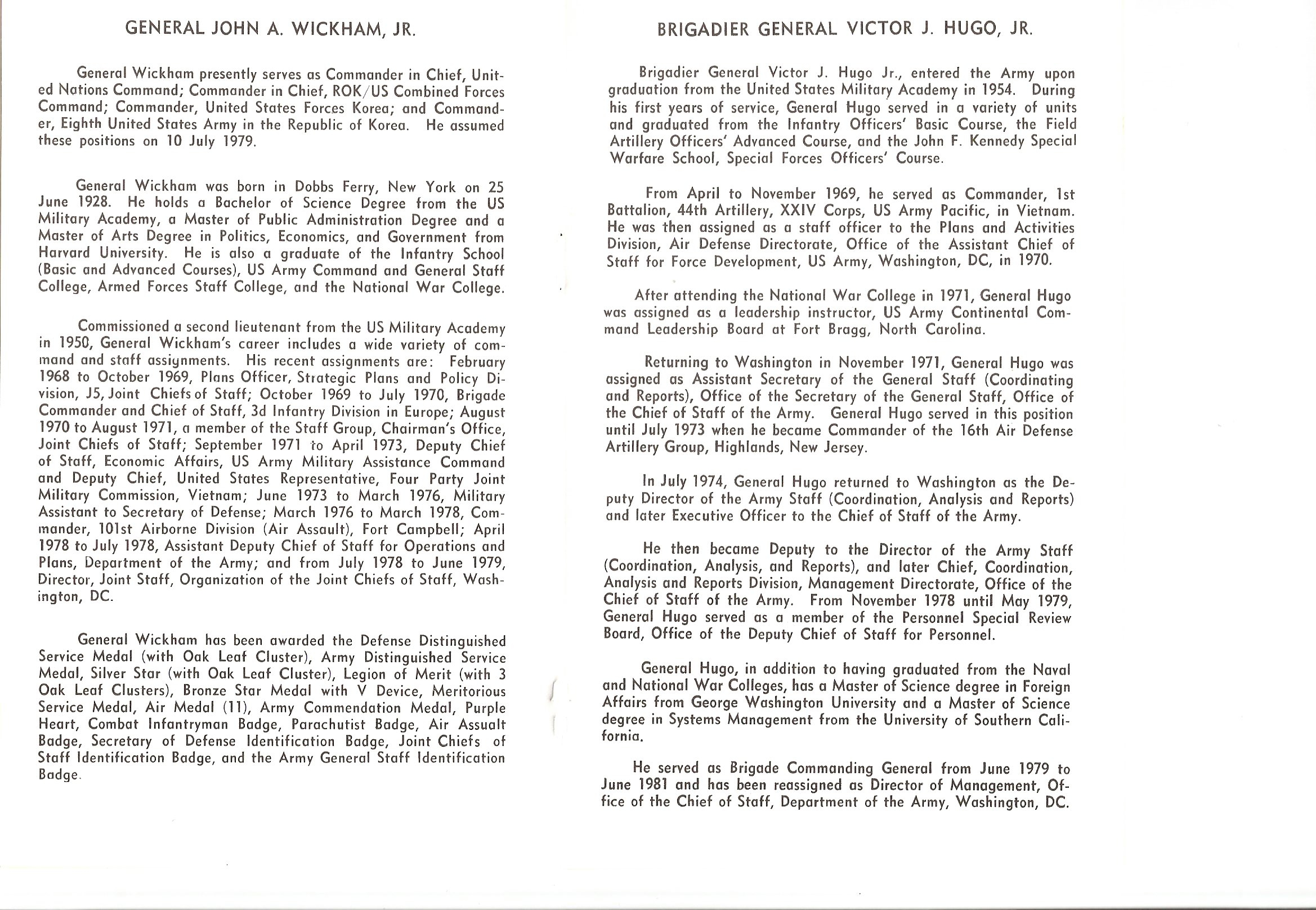
일대기
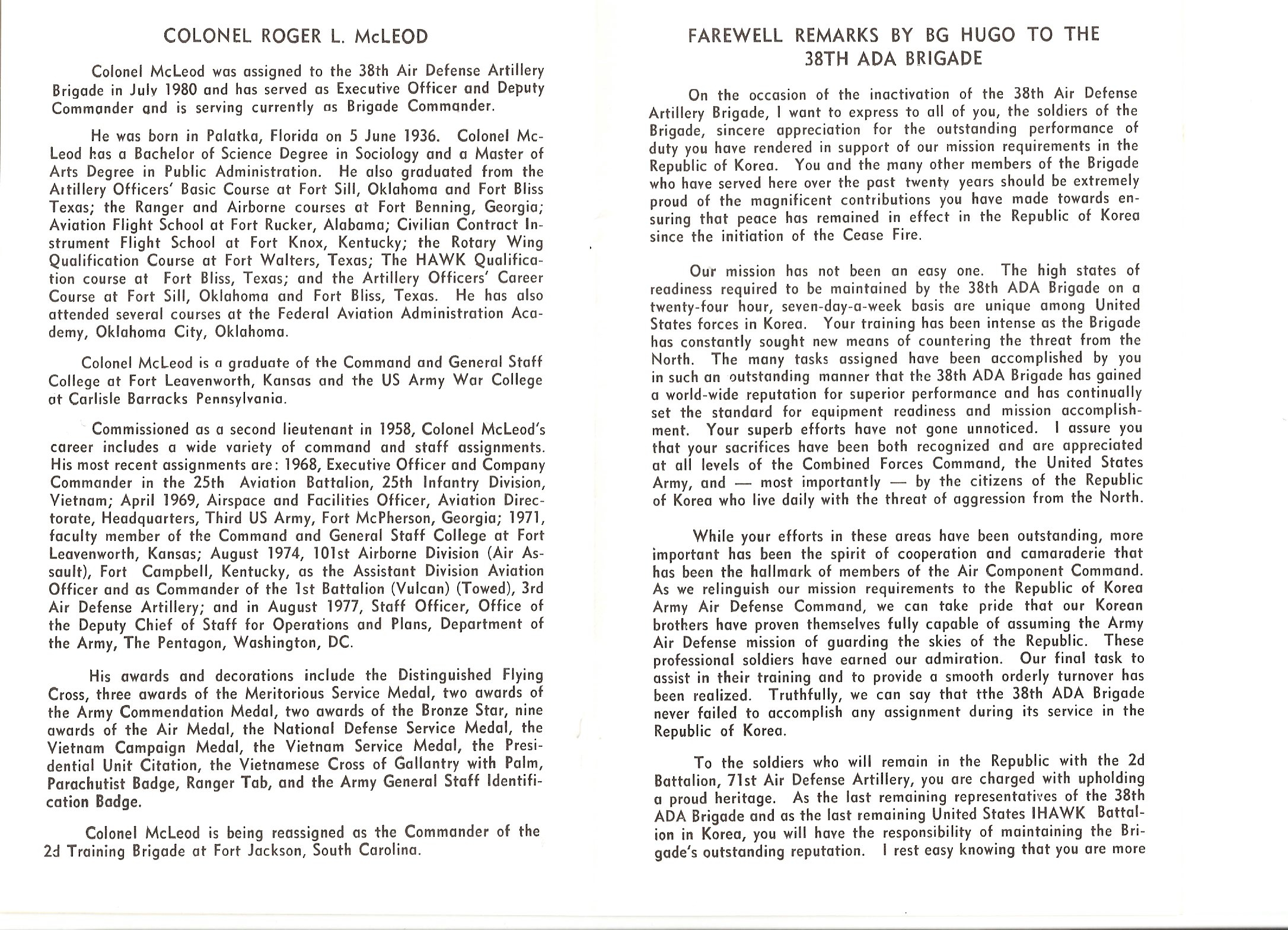
일대기 #2와 고별 발언
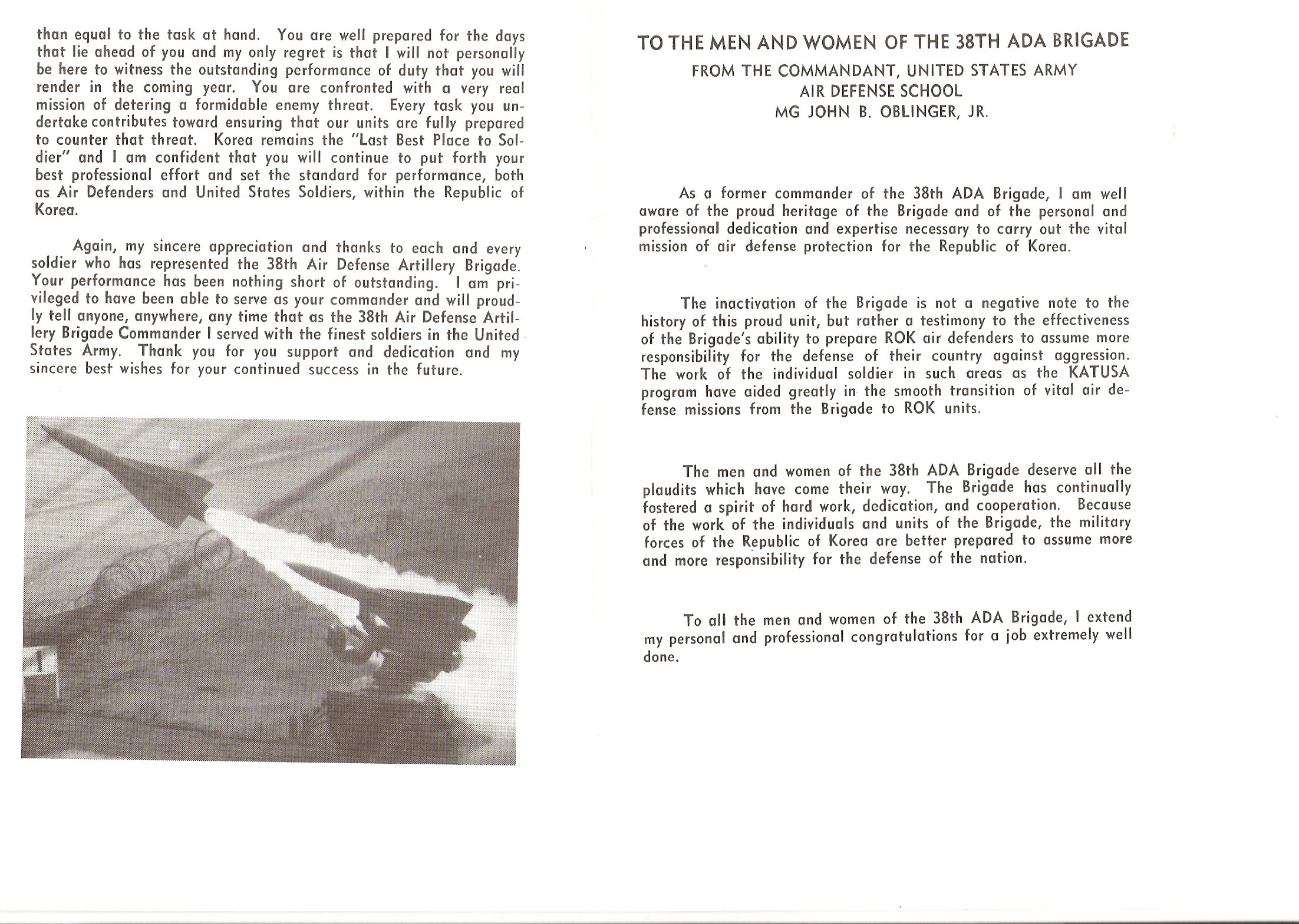
고별 발언 꽁트와 여단장의 말
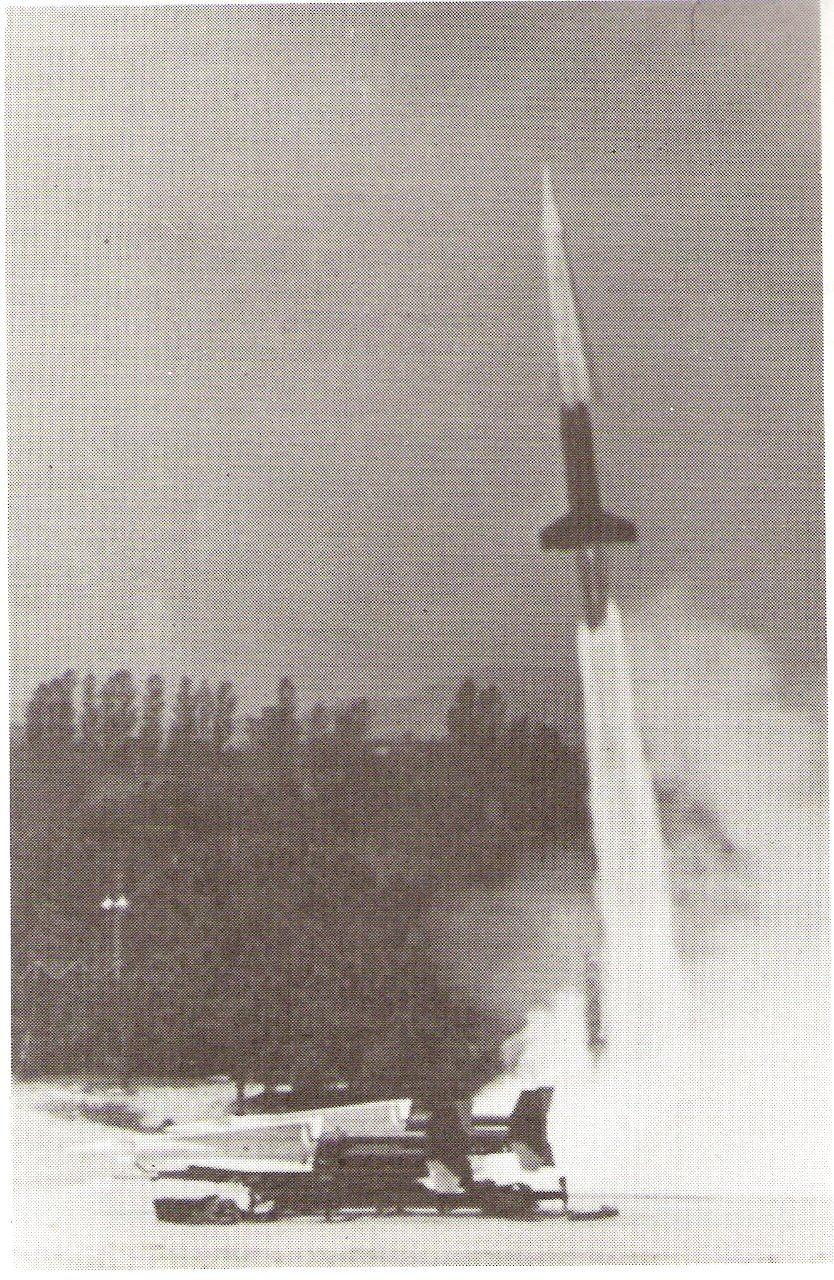
나이키 허큘리스 미사일
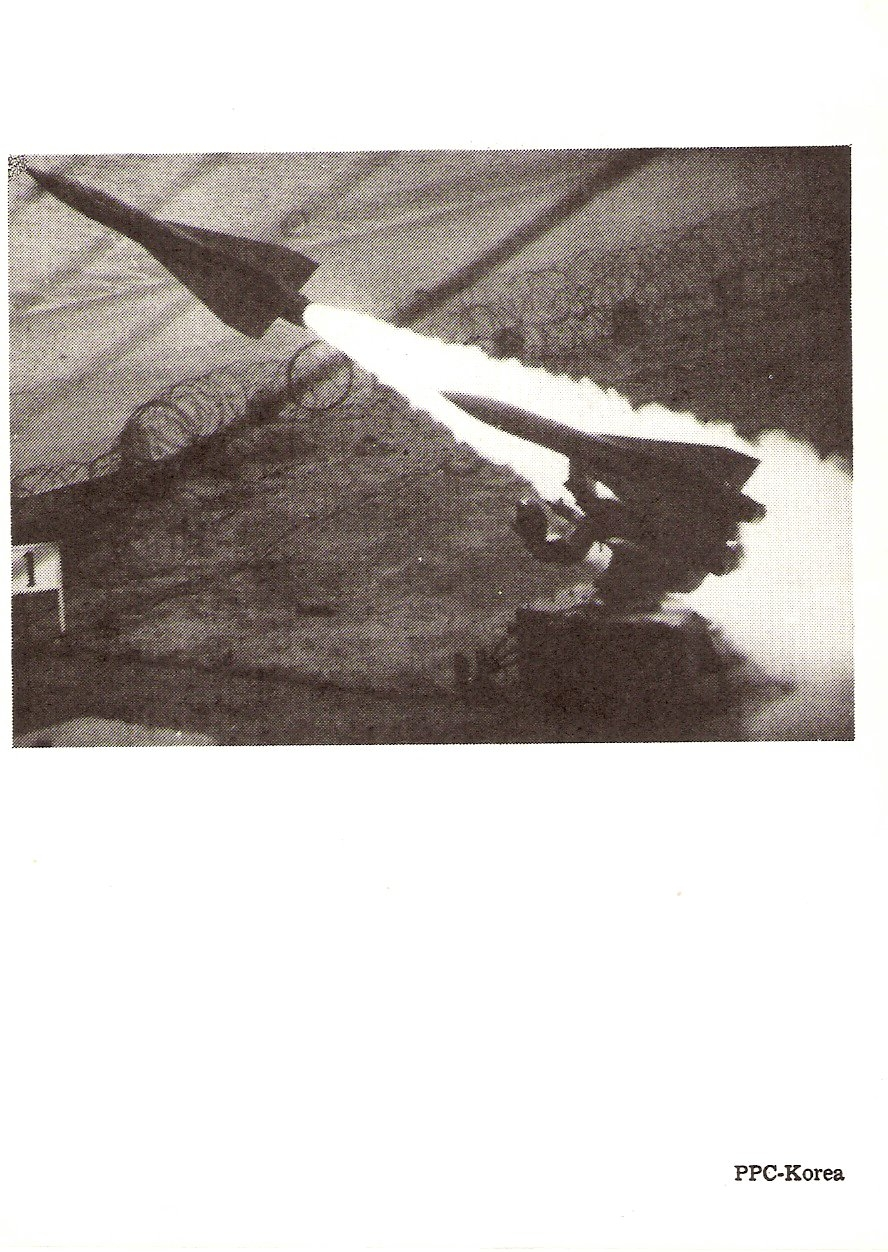
HAWK 미사일

## 전투 서열

### 주한 미군, 1960년~1981년
- 제2방공포병연대, 1대대 (호크)
- 제7방공포병연대, 5대대 (호크)
- 제44방공포병연대
  - 제1대대 (호크)
  - 제2대대 (HERC)
- 제71방공포병연대, 2대대 (호크)

### 주일 미군
- 제1방공포병연대, 1대대 (MIM-104 패트리어트) - 도리이 스테이션
- 제10미사일방어분견대/포대 (AN/TPY-2) - 샤리키 통신소
- 제14미사일방어분견대/포대 (AN/TPY-2) - 교가미사키 통신소

## 역대 여단장
| 계급 | 성명                          | 취임일           | 이임일          |
| ---- | ----------------------------- | ---------------- | --------------- |
| 준장 | 존 D. 스티븐스                | 1961년 3월       | 1962년 10월     |
| 준장 | 세스 L. 웰드 Jr.              | 1962년 10월      | 1964년 8월      |
| 중장 | 레이몬드 L. 쇼어메이커        | 1964년 8월       | 1965년 8월      |
| 준장 | 로버트 C. 길다트              | 1965년 8월       | 1966년 5월 31일 |
| 소장 | 토머스 H. 바필드              | 1966년 6월 1일   | 1967년 6월 30일 |
| 준장 | 존 w. 딘 Jr.                  | 1967년 9월       | 1968년 10월     |
| 준장 | 롤로이드 L. 리치              | 1968년 10월      | 1969년 11일     |
| 중장 | C. J. 레반                    | 1969년 11월      | 1970년 8월      |
| 소장 | 찰스 R. 부시롱                | 1970년 8월       | 1971년 9월      |
| 준장 | 에른스트 E. 로버츠            | 1971년 9월       | 1972월 8일      |
| 준장 | 린 w. 호스킨스 Jr.            | 1972년 8월       | 1973년 8월      |
| 소장 | 존 J. 코엘러 Jr.              | 1973년 8월       | 1975년 7월      |
| 준장 | 존 B. 오블리거 Jr.            | 1975년 7월       | 1976년 7월      |
| 준장 | 다니엘 H. 와드롭              | 1976년 7월       | 1977년 8월      |
| 대령 | 사이루스 Q. 셀톤 Jr.          | 1976년 8월       | 1977년 4월      |
| 소장 | 월터 J. 메힐                  | 1977년 4월       | 1979년 6월      |
| 준장 | 빅터 J. 휴고 Jr.              | 1979년 6월       | 1981년 6월      |
| 대령 | 로저스 L.                     | 1981년 6월       | 1981년 7월      |
| 대령 | (Pat Costello 팻 코스텔로[*]) | 2018년 10월 16일 | 임기중          |

## 기록

### 소속
1. 제8군; 1961년 3월 25일 ~ 1981년 7월 31일
2. 제94육군방공미사일방어사령부; 2018년 10월 16일 ~ 현재

### 계보
- 1918년 6월 21일, Headquarters and Headquarters Company, 38th Artillery Brigade, Coast Artillery Corps
정규군
→해안포병대, 제38포병여단, 본부 및 본부중대
- 1933년 10월 1일, Headquarters and Headquarters Battery, 38th Coastal Artillery Brigade
정규군
→제38해안포병여단, 본부 및 본부포대
- 1943년 9월 1일, Headquarters and Headquarters Battery, 38th Antiaircraft Artillery Brigade
→제38반항공기여단, 본부 및 본부포대
- 1961년 3월 20일, Headquarters and Headquarters Battery, 38th Artillery Brigade
→제38포병여단, 본부 및 본부포대
- 1972년 3월 15일, Headquarters and Headquarters Battery, 38th Air Defense Artillery Brigade
→제38방공포병여단, 본부 및 본부포대

### 전역
| 스트리머        | 내역                                                 |
| --------------- | ---------------------------------------------------- |
| 제1차 세계 대전 | (글귀 없음)                                          |
| 제2차 세계 대전 | - 안데스-알자스 - 라인란트 - 북부 프랑스 - 중앙 유럽 |

### 스트리머
| 스트리머          | 내역                              | 참고                                   |
| ----------------- | --------------------------------- | -------------------------------------- |
| 공군 우수부대표창 | 1978년 11월 7일 ~ 1981년 7월 15일 | 1982년 8월 18일, 육군부 일반명령 제8호 |

## 참고
1. ↑  “38th Air Defense Artillery Brigade” (영어). The Institute of Heraldry. 2024년 11월 1일에 원본 문서에서 보존된 문서. 2010년 10월 18일에 확인함.
2. ↑  Capt. Adan Cazarez (2018년 10월 31일). “The 38th Air Defense Artillery Brigade reactivates” (영어). Camp Zama, Japan. United States Army. 2019년 1월 22일에 확인함.
3. ↑  “General Orders No.8” (PDF) (영어). 미국 육군부 출판부: 2-3. 2014년 3월 8일에 원본 문서 (PDF)에서 보존된 문서. 2015년 1월 14일에 확인함.

- “Headquarters and Headquarters Battery, 38th Air Defense Artillery Brigade” (영어). 미국 육군 역사관. 2018년 10월 19일. 2019년 1월 22일에 확인함.